# Miraflores (sitio arqueológico)
La ciudadela preinca de Miraflores es un sitio arqueológico preinca muy alejado de asentamientos humanos en la provincia de Calca, de la región de Cuzco (Perú). Los descubridores han indicado que pudo ser un centro agrario, pero también ceremonial.[cita requerida]

## Ubicación y descripción
Está ubicado en las coordenadas 12°36.507′S 72°03.715′O / -12.608450, -72.061917 a una altitud de 2523 metros sobre el nivel del mar. Está en un cerro llamado Miraflores de la cordillera de Paucartambo. En el valle de un afluente del río Chunchusmayo. La ciudadela cubre un área de 2 hectáreas.

## Descubrimiento
El descubrimiento oficial fue en el 28 de septiembre de 2011 por un grupo de investigadores peruanos y extranjeros. Los integrantes de la expedición fueron Gregory Deyermenjian de los Estados Unidos de América, Ignacio Mamani Huilca y Alberto Huillca Mamani de Perú, Yuri Leveratto de Italia y Javier Zardoya de España.[cita requerida]}

## Interpretaciones
El sitio arqueológico todavía no ha sido estudiado por arqueólogos profesionales, así que es muy pronto para dar conclusiones sobre los verdaderos constructores de esa importante ciudadela. Según los descubridores, el sitio fue construido en época preinca y sirvió como área de producción agrícola para un centro mayor, aún por descubrir.[cita requerida]